# Muusoctopus
Muusoctopus — космополитический род глубоководных осьминогов из семейства Enteroctopodidae. Это осьминоги маленького и среднего размера, у которых нет чернильного мешка. Недавние исследования показали, что этот род возник в Северной Атлантики и впоследствии переместился в Северную часть Тихого океана, в то время как виды в Южном полушарии произошли благодаря многочисленным проникновениям из северных океанов.

## Виды
В настоящий момент в род включают следующие виды:
- Muusoctopus abruptus (Sasaki, 1920)
- Muusoctopus berryi (Robson, 1924)
- Muusoctopus bizikovi Gleadall, Guerrero-Kommritz, Hochberg & Laptikhovsky, 2010
- Muusoctopus canthylus (Voss & Pearcy, 1990)
- Muusoctopus clyderoperi (O’Shea, 1999)
- Muusoctopus eicomar (Vega, 2009)
- Muusoctopus eureka (Robson, 1929)
- Muusoctopus fuscus (Taki, 1964)
- Muusoctopus hokkaidensis (Berry, 1921)
- Muusoctopus hydrothermalis (González & Guerra in González, Guerra, Pascual & Briand, 1998)
- Muusoctopus januarii (Hoyle, 1885)
- Muusoctopus johnsonianus (Allcock, Strugnell, Ruggiero & Collins, 2006)
- Muusoctopus karubar (Norman, Hochberg & Lu, 1997)
- Muusoctopus leioderma (Berry, 1911)
- Muusoctopus levis (Hoyle, 1885)
- Muusoctopus longibrachus (Ibáñez, Sepúlveda & Chong, 2006)
- Muusoctopus oregonae (Toll, 1981)
- Muusoctopus oregonensis (Voss & Pearcy, 1990)
- Muusoctopus profundorum (Robson, 1932)
- Muusoctopus pseudonymus (Grimpe, 1922)
- Muusoctopus rigbyae (Vecchione, Allcock, Piatkowski & Strugnell, 2009)
- Muusoctopus robustus (Voss & Pearcy, 1990)
- Muusoctopus sibiricus (Loyning, 1930)
- Muusoctopus tangaroa (O’Shea, 1999)
- Muusoctopus tegginmathae (O’Shea, 1999)
- Muusoctopus thielei (Robson, 1932)
- Muusoctopus violescens (Taki, 1964)
- Muusoctopus yaquinae (Voss & Pearcy, 1990)